# Miss Modular
Miss Modular è un EP del gruppo musicale anglo-francese Stereolab, pubblicato nel 1997.

## Tracce
1. Miss Modular – 4:16
2. Allures – 3:29
3. Off-On – 5:26
4. Spinal Column – 2:53